# Divizia Națională 1999-2000
La Divizia Națională 1999-2000 è stata la nona edizione della massima serie del campionato di calcio moldavo disputato tra il 25 luglio 1999 e il 14 giugno 2000 e concluso con la vittoria dello Zimbru Chișinău, al suo ottavo titolo.

## Formula
Come nella stagione precedente le squadre partecipanti furono dieci e venne disputato un doppio girone all'italiana per un totale di 36 partite.
In vista di un'ulteriore riduzione nella stagione successiva, furono retrocesse 3 squadre a fronte di un'unica promozione.
Le squadre partecipanti alle coppe europee furono quattro: la squadra campione si qualificò alla UEFA Champions League 2000-2001, la seconda classificata e la vincitrice della coppa nazionale alla Coppa UEFA 2000-2001 e una quarta squadra fu ammessa alla Coppa Intertoto 2000.
Nistru Otaci e Unisport-Auto Chișinău si fusero.

## Squadre
| Squadra                | Città    | Stadio | Stagione 1998-1999   |
| ---------------------- | -------- | ------ | -------------------- |
| Agro-Goliador Chișinău | Chișinău |        | 8°                   |
| Energhetic Dubăsari    | Dubăsari |        | Divizia A            |
| Roma Bălți             | Bălți    |        | 7°                   |
| Moldova Gaz Chișinău   | Chișinău |        | 6°                   |
| Olimpia Bălți          | Bălți    |        | 5°                   |
| Tiligul                | Tiraspol |        | 3°                   |
| Zimbru Chișinău        | Chișinău |        | Campione di Moldavia |
| Nistru Otaci           | Otaci    |        | 10°                  |
| Sheriff Tiraspol       | Tiraspol |        | 4°                   |
| Constructorul Chișinău | Chișinău |        | 2°                   |

## Classifica
|  | Pos. | Squadra                | Pt | G  | V  | N  | P  | GF | GS  | DR  |
|  | ---- | ---------------------- | -- | -- | -- | -- | -- | -- | --- | --- |
|  | 1.   | Zimbru Chișinău        | 82 | 36 | 25 | 7  | 4  | 78 | 21  | +57 |
|  | 2.   | Sheriff Tiraspol       | 81 | 36 | 25 | 6  | 5  | 77 | 25  | +52 |
|  | 3.   | Constructorul Chișinău | 65 | 36 | 18 | 11 | 7  | 52 | 23  | +29 |
|  | 4.   | Nistru-Unisport Otaci  | 59 | 36 | 16 | 11 | 9  | 53 | 28  | +25 |
|  | 5.   | Tiligul                | 49 | 36 | 12 | 13 | 11 | 35 | 33  | +2  |
|  | 6.   | Olimpia Bălți          | 46 | 36 | 13 | 7  | 16 | 42 | 51  | -9  |
|  | 7.   | Agro-Goliador Chișinău | 40 | 36 | 10 | 10 | 16 | 36 | 56  | -20 |
|  | 8.   | Moldova Gaz Chișinău   | 39 | 36 | 10 | 9  | 17 | 37 | 48  | -11 |
|  | 9.   | Roma Bălți             | 30 | 36 | 8  | 6  | 22 | 28 | 66  | -38 |
|  | 10.  | Energhetic Dubăsari    | 8  | 36 | 2  | 2  | 32 | 13 | 100 | -87 |

Legenda:

      Campione di Moldavia
      Qualificata alla Coppa UEFA
      Qualificata alla Coppa Intertoto
      Retrocessa in Divizia A
Note:

Tre punti a vittoria, uno a pareggio, zero a sconfitta.

## Verdetti
- Campione: Zimbru Chișinău, qualificato alla UEFA Champions League 1999-2000
- Qualificato alla Coppa UEFA: Constructorul Chișinău, Sheriff Tiraspol
- Qualificato alla Coppa Intertoto: Nistru Otaci
- Retrocesse in Divizia "A": Moldova Gaz Chișinău, Roma Bălți, Energhetic Dubăsari